# Критерій Діні
У математиці критерій Діні є умовою для точкової збіжності рядів Фур'є, запроваджений Улісом Діні в 1880 році.

## Твердження
Критерій Діні стверджує, що якщо періодична функція f має властивість, що {\displaystyle (f(t)+f(-t))/t} локально інтегровна в околі 0, тоді ряд Фур'є функції f збіжний до 0 при {\displaystyle t=0} .
Критерій Діні в певному сенсі найсильніщий з критеріїв: якщо g(t) є додатня неперервна функція, для якої g(t)/t локально не інтегровна в околі 0, то існує неперервна функція f з | f(t) | ≤ g(t), чий ряд Фур'є розбіжний в 0.